# Їржі Бубла
Їржі Бубла (чеськ. Jiří Bubla; 27 січня 1950, м. Усті-над-Лабем, Чехословаччина) — чехословацький хокеїст, захисник. Триразовий чемпіон світу.

## Клубна кар'єра
В чемпіонаті 1967/68 дюбютував у складі команди ХЗ (Літвінов). В цьому клубові загалом провів десять сезонів. Два сезони відіграв у армійській команді «Дукла» (Їглава), двічі здобував золоті нагороди чемпіонату Чехословаччини. Завершив виступи на батьківщині у столичній «Спарті». Всього в чемпіонаті Чехословаччини провів 470 матчів і закинув 93 шайби.
П'ять сезонів виступав у Національній хокейній лізі. За «Ванкувер Канакс» провів 256 матчів (17 голів) у регулярному чемпіонаті та шість на стадії плей-офф. В 1982 році грав у фіналі Кубка Стенлі.

## Виступи в збірній
В національній збірній грав з 1971 по 1979 рік. Тричі здобував золоті нагороди на світових чемпіонатах, чотири на чемпіонатах Європи. Найкращий захисник турніру 1979 року. Двічі обирався до символічної збірної на чемпіонатах світу. На Олімпійських іграх в Інсбруку його команда посіла друге місце. Через чотири роки брав участь на Олімпіаді у Лейк-Плесіді. Фіналіст Кубка Канади 1976. Всього у складі головної команди країни провів 230 матчів та закинув 37 шайб.

## Нагороди
| Нагороди                 | Команда          | Кіл. | Роки                         |
| ------------------------ | ---------------- | ---- | ---------------------------- |
| Олімпійські ігри         |                  |      |                              |
| Срібло                   | Чехословаччина   | 1    | 1976                         |
| Чемпіонат світу          |                  |      |                              |
| Золото                   | Чехословаччина   | 3    | 1972, 1976, 1977             |
| Срібло                   | Чехословаччина   | 5    | 1971, 1974, 1975, 1978, 1979 |
| Бронза                   | Чехословаччина   | 1    | 1973                         |
| Кубок Канади             |                  |      |                              |
| Срібло                   | Чехословаччина   | 1    | 1976                         |
| Чемпіонат Європи         |                  |      |                              |
| Золото                   | Чехословаччина   | 4    | 1971, 1972, 1976, 1977       |
| Срібло                   | Чехословаччина   | 4    | 1974, 1975, 1978, 1979       |
| Бронза                   | Чехословаччина   | 1    | 1973                         |
| Чемпіонат Чехословаччини |                  |      |                              |
| Золото                   | «Дукла» (Їглава) | 2    | 1970, 1971                   |